# Eleccions legislatives moldaves de 1990
Les eleccions legislatives moldaves de 1990 se celebraren entre febrer i març de 1990 per a escollir els membres del Soviet Suprem de la República Socialista Soviètica de Moldàvia. Aleshores el Partit Comunista de Moldàvia era l'únic legalitzat per a aquelles eleccions, i els candidats de l'oposició es podien presentar a títol individual. El Front Popular de Moldàvia, juntament amb grups afins, va obtenir una victòria aclaparadora. Els partidaris declarats del FPM van obtenir el 27% dels escons; juntament amb els comunistes moderats, majoritaris als districtes rurals, aconseguiren la majoria.
El Front Popular de Moldàvia aconseguí el control complet un cop els diputats gagaüsos i de Transnístria abandonaren el Soviet Suprem en protesta per les reformes culturals i lingüístiques a favor del romanès. Un líder del Front, Mircea Druc, fou nomenat primer ministre de Moldàvia i va formar govern. El Front Popular el va considerar com a govern de transició de cara a dissoldre l'RSS de Moldàvia i unir-se a Romania.